# Championnats d'Europe de course d'orientation 2018
Navigation
Édition précédente Édition suivante
Les championnats d'Europe de course d'orientation 2018, douzième édition des championnats d'Europe de course d'orientation, ont lieu du 5 au 13 mai 2018 dans le canton du Tessin en Suisse.

## Podiums
Femmes
| Épreuves                | Or                                         | Argent                                          | Bronze                                               |
| ----------------------- | ------------------------------------------ | ----------------------------------------------- | ---------------------------------------------------- |
| Femmes Sprint           | Suède Tove Alexandersson                   | Suisse Judith Wyder                             | Russie Natalia Gemperle                              |
| Femmes moyenne distance | Finlande Marika Teini                      | Suède Tove Alexandersson                        | Suisse Simona Aebersold                              |
| Femmes Longue distance  | Suède Tove Alexandersson                   | Russie Natalia Gemperle                         | Suisse Julia Gross                                   |
| Femmes Relais           | Suisse Judith Wyder Elena Roos Julia Gross | Suède Lina Strand Sara Hagström Karolin Ohlsson | Danemark Cecilie Friberg Klysner Ida Bobach Maja Alm |

Hommes
| Épreuves                | Or                                                | Argent                                               | Bronze                                             |
| ----------------------- | ------------------------------------------------- | ---------------------------------------------------- | -------------------------------------------------- |
| Hommes Sprint           | Suisse Daniel Hubmann                             | Suisse Matthias Kyburz                               | Royaume-Uni Kristian Jones                         |
| Hommes moyenne distance | Suisse Matthias Kyburz                            | Suisse Florian Howald                                | Norvège Olav Lundanes                              |
| Hommes Longue distance  | Norvège Olav Lundanes                             | Suisse Matthias Kyburz                               | Autriche Gernot Kerschbaumer                       |
| Hommes Relais           | Norvège Eskil Kinneberg Magne Dæhli Olav Lundanes | Suisse Florian Howald Matthias Kyburz Daniel Hubmann | France Nicolas Rio Lucas Basset Frédéric Tranchand |

Mixte
| Épreuves            | Or                                                           | Argent                                                   | Bronze                                                                                      |
| ------------------- | ------------------------------------------------------------ | -------------------------------------------------------- | ------------------------------------------------------------------------------------------- |
| Sprint mixte Relais | Suisse Judith Wyder Florian Howald Martin Hubmann Elena Roos | Suède Lina Strand Emil Svensk Jonas Leandersson Maja Alm | Norvège Sigrid Alexandersen Trond Einar Moen Pedersli Øystein Kvaal Østerbø Karolin Ohlsson |

## Tableau des médailles
- Pays organisateur

| Rang  | Nation      | Or | Argent | Bronze | Total |
| ----- | ----------- | -- | ------ | ------ | ----- |
| 1     | Suisse      | 4  | 5      | 2      | 11    |
| 2     | Suède       | 2  | 3      | 0      | 5     |
| 3     | Norvège     | 2  | 0      | 2      | 4     |
| 4     | Finlande    | 1  | 0      | 0      | 1     |
| 5     | Russie      | 0  | 1      | 1      | 2     |
| 6     | Royaume-Uni | 0  | 0      | 1      | 1     |
| 6     | France      | 0  | 0      | 1      | 1     |
| 6     | Danemark    | 0  | 0      | 1      | 1     |
| 6     | Autriche    | 0  | 0      | 1      | 1     |
| Total | Total       | 9  | 9      | 9      | 27    |